# Godshuis Lantschot

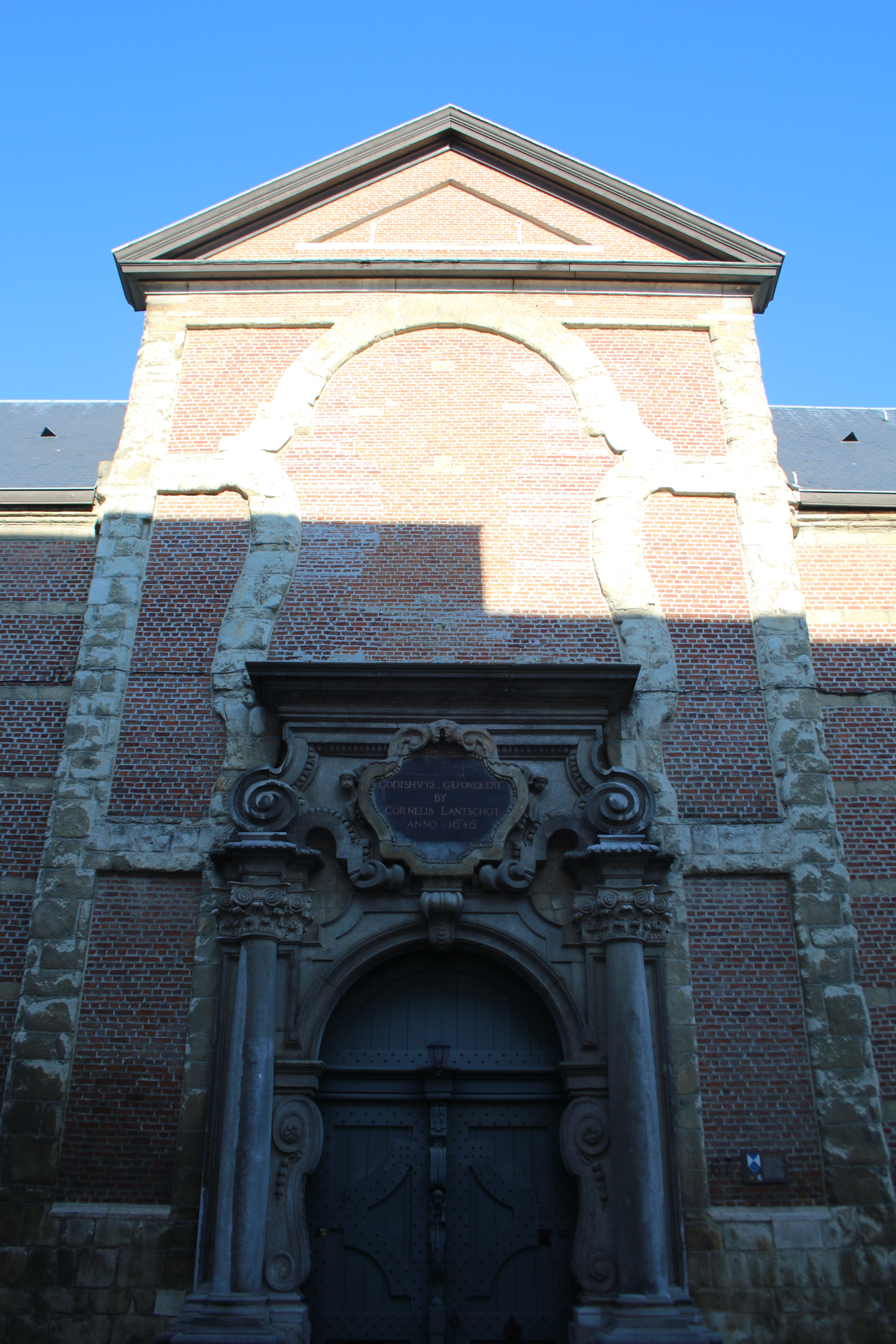
GODTSHVYS. GEFONDEERD
BY
CORNELIS LANTSCHOT
ANNO. 1656

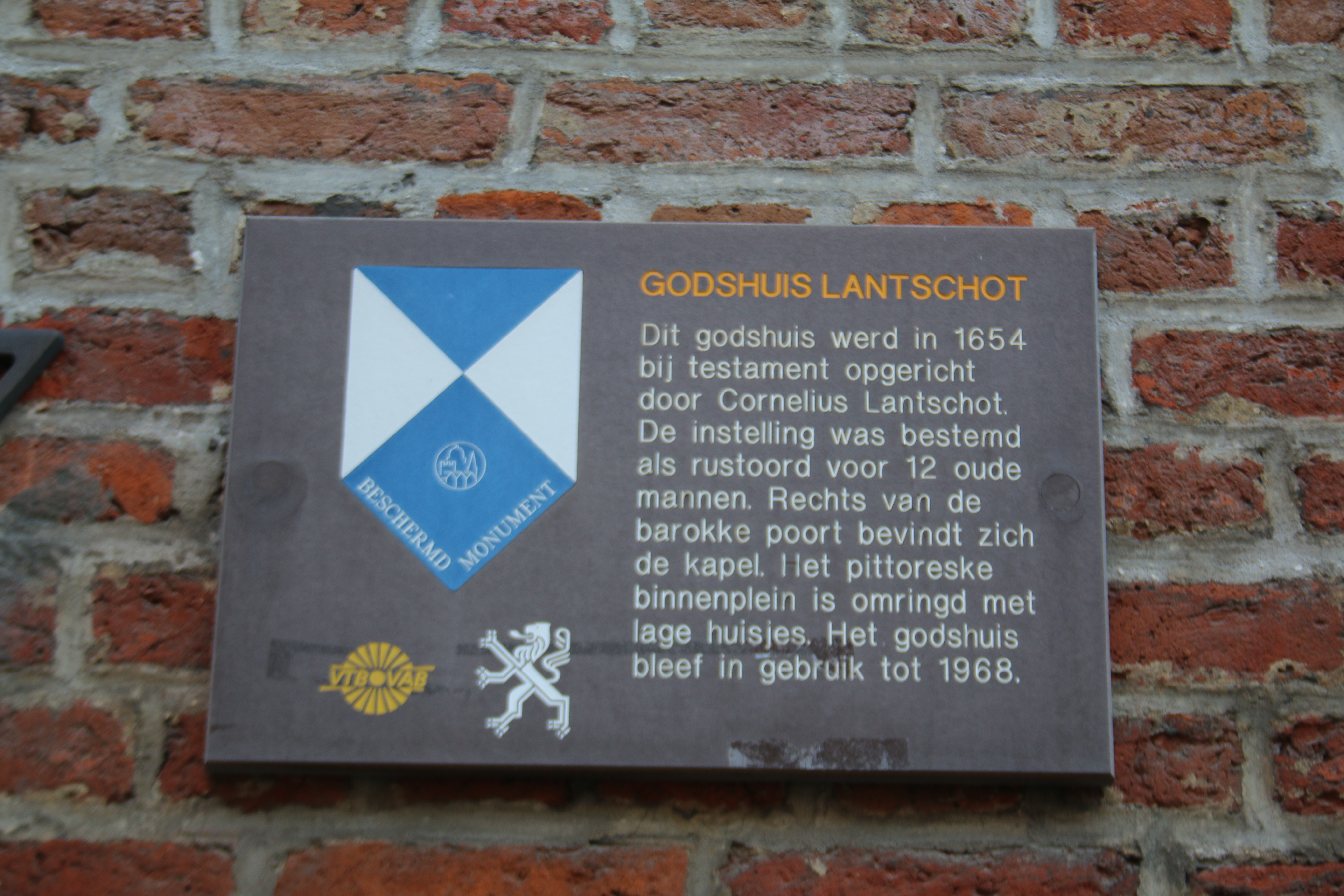
Bord van de Vlaamse Toeristenbond-Vlaamse Automobilistenbond aan de gevel

Het Godshuis Lantschot is een voormalig godshuis aan de Falconrui in de stad Antwerpen. Het Godshuis Cornelis Lantschot werd in 1656 bij testament opgericht door de koopman en financier Cornelis II Lantschot (1572-1656). Het omvatte twaalf huisjes voor oude mannen rond een binnenplaats. Er was ook een kapel met sacristie die toegewijd werd aan de Heilige Rosalia (tegen de heersende pest). Het beheer van het godshuis werd toevertrouwd aan de Armenkamer, die de armenzorg binnen de stad Antwerpen organiseerde. In de Franse tijd werd het godshuis ingelijfd bij het Bestuur der Burgerlijke Godshuizen. Na 1862 woonden er vijftien echtparen. De kapel werd vanaf 1833 verhuurd als kunstenaarsatelier of pakhuis. Ze huisvestte vanaf 1899 de kunstenaarsvereniging “De Kapel”. De Commissie van Openbare Onderstand restaureerde de voorgevel in 1958-1959 (architect Fritz Van Averbeke). Het OCMW en de erfgoedvereniging “Cornelis Floris” (huurder sinds 1984) voerden in 1987-1988 samen de bouwkundige en interieurrestauratie uit van de kapel (architecten Luc Vermoesen en Rutger Steenmeijer).